# Suva FC
Suva F.C. ist ein fidschianischer Fußballverein aus der Hauptstadt Suva, dessen Männermannschaft derzeit in der höchsten Spielklasse des Landes spielt. Die Heimspielstätte ist das HFC Bank Stadium (ehemals National Stadium). Ihre Spielbekleidung besteht traditionell aus einem weißen Trikot, weißen oder schwarzen Hosen und weißen Socken.

## Anfangsjahre
Der Fußballsport kam nach Fidschi mit der Ankunft der ersten Europäer. Ein Suva Soccer Football Club wurde bereits im Jahr 1905 gegründet. In ihm waren hauptsächlich europäische Regierungsangestellte und Kaufmänner. Fünf Jahre später spielte ein Team aus Suva gegen eines aus Nausori. Matrosen von besuchenden Kriegsschiffen spielten ebenfalls gegen lokale Vereine. 1910 gewann eine Mannschaft aus Suva gegen ein Team der Powerful mit 3:1. Vier Jahre später gewannen Suvaner gegen die Torch im Albert Park mit 2:0. 1922 wurde der Sunshine Club in Suva gegründet. Zudem gab es vier Teams die auf dem Platz der Marist Brothers School in Toorak spielten. Im Jahr 1930 ließ der zuständige Gouverneur zwei Spielfelder für die Verwendung in Fußballwettbewerben zu.

## Gründung der Suva Football Association
Die Indian Reform League war die erste Art einer Vereinigung, die den Fußball in Suva organisierte. Im Dezember 1927 richtete sie einen schulischen Fußballwettbewerb im örtlichen Albert Park aus. Dabei nahmen die Methodist Mission School, Marist Brothers School, Munivatu Indian School und die Islamia School daran teil. Auf Grund des Erfolges des Turniers beschloss die Vereinigung am 22. Januar 1928 die Gründung eines Fußballverbandausschusses. Der Herausgeber des monatlichen Magazin Vriddhi, I.H. Beattie, stiftete einen Pokal und der erste Wettbewerb wurde am 26. Mai 1928 an der Marist Brothers School ausgetragen. Die teilnehmenden Teams waren Indian Reform League Football Club, Toorak Service Club, Dilkusha Excelsior Football Club, Rewa Football Club und der Union Club. Im Jahr 1936 wurde der Verband in Suva Football Association umbenannt. Die Anzahl an Vereinen wuchs auf acht im Jahr 1936, 16 im Jahr 1945 und 41 im Jahr 1958. Wettbewerbe wurden zwischen Erwachsenen, Reservisten, Jugendlichen und Kindern ausgetragen.
Suva war einer der Gründungsmitglieder der Fiji Indian Football Association, welche 1938 entstand und 1961 in Fiji Football Association umbenannt wurde.

## Erfolge
- National Football League: 4[1]

1996, 1997, 2014, 2020
- Inter-District Championship: 13[1]

1940, 1945, 1946, 1948, 1951, 1952, 1954, 1956, 1960, 1981, 1983, 2012, 2014
- Battle of the Giants: 3[1]

1982, 1988, 1995
- Fiji Football Association Cup Tournament: 2[1]

1995, 2012